# Автобан A23 (Німеччина)
Федеральний автобан A23 (A23, нім. Bundesautobahn 23) — чотирисмуговий німецький автобан протяжністю 96 кілометрів між землею Шлезвіг-Гольштейн і федеральним автобаном 7 у Гамбурзі. Його також називають шосе Західного узбережжя.

## Маршрут
A23 починається на розв'язці Гамбург-Північний Захід, перше перехрестя - Eidelstedt. Незабаром після цього A 23 перетинає кордон зі Шлезвіг-Гольштейном і перетинає Крупундер. Він огинає внутрішні міста Піннеберг і Ельмсгорн і продовжує повз Легердорф. Потім він оминає Ітцего, потім перетинає Кільський канал біля муніципалітету Шафштедт, Альберсдорф і прямує на північний захід до Гайде (Гольштейн), який обходить з південного заходу. На північний захід від Хайде автобан переходить у федеральну трасу 5(n).